# Erwin Ding-Schuler

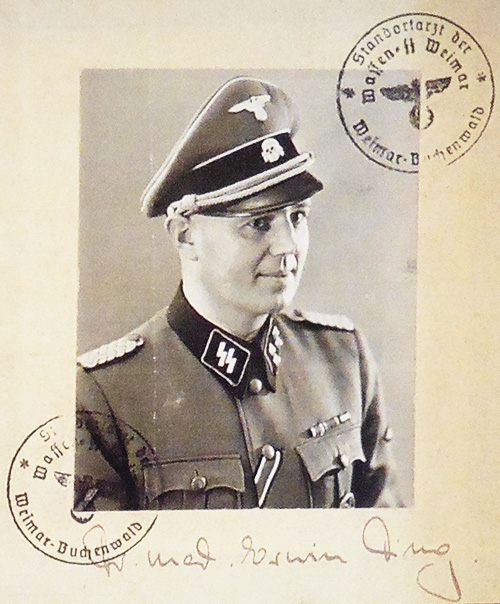
Erwin Ding-Schuler

Erwin-Oskar Ding-Schuler (* 19. September 1912 in Bitterfeld; † 11. August 1945 in Freising) war ein deutscher SS-Sturmbannführer und erster Lagerarzt des KZ Buchenwald.

## Leben

Tagebuch der Abteilung für Fleckfieber- und Virusforschung am Hygiene-Institut der Waffen-SS, Seite 23 (März – Juni 1944)

Ding-Schuler, unehelicher Sohn eines Kolonialmediziners namens Freiherr Carl von Schuler, wurde von Heinrich Ding 1915 adoptiert.
Nach dem erfolgreichen Abschluss seiner Schullaufbahn begann er ein Medizinstudium und trat zum 1. September 1932 der NSDAP (Mitgliedsnummer 1.318.211) und später auch der SS (SS-Nummer 280.163) bei. Im Jahr 1937 erfolgte nach dem medizinischen Examen seine Promotion und ein Aufenthalt an einer SS-Ärztlichen Junkerschule.
Ab 1938 war er Lagerarzt im KZ Buchenwald. Im Juli 1939 ermordete Ding-Schuler dort den später als Märtyrer verehrten Pfarrer Paul Schneider mit einer Überdosis des Medikaments g-Strophanthin. Nach Beginn des Zweiten Weltkrieges war er Adjutant des Divisionsarztes der SS-Division Totenkopf. Als Adjutant fungierte Ding-Schuler ab 1940 an der SS-Ärztlichen Akademie in Graz.
Ab Herbst 1941 war er am Hygiene-Institut der Waffen-SS unter Joachim Mrugowsky in Berlin tätig. Ab Dezember 1941 führte er zusätzlich die Fleckfieberversuchsabteilung dieses Instituts im KZ Buchenwald, nachdem sich in den vorigen Wochen das Fleckfieber reichsweit ausgebreitet hatte. Im Dezember 1941 fanden auf der Suche nach einem geeigneten Impfstoff mehrere Treffen zwischen Vertretern der Wehrmacht, von Herstellerfirmen und Vertretern des für Gesundheitsfragen zuständigen Reichsinnenministeriums statt. Es wurde vereinbart, neuartige, aber noch nicht erprobte Impfstoffe diverser Hersteller an Häftlingen des KZ Buchenwald zu testen. Von Januar 1942 bis zum März 1945 fanden über neun Versuchsreihen mit Fleckfieberimpfstoffen an KZ-Häftlingen statt. Bis zum Januar 1945 wurden 988 Häftlinge Opfer dieser medizinischen Experimente, von denen viele körperliche Folgeschäden erlitten oder gar an den Versuchsfolgen starben. Am 9. Januar 1943 wurde die Fleckfieberversuchsstation in „Abteilung für Fleckfieber- und Virusforschung“ umbenannt. Ab Januar 1943 wurde der Standortarzt des KZ Buchenwald Waldemar Hoven zeitweise Ding-Schulers Stellvertreter. Der leitende Häftlingspfleger auf der Fleckfieberstation in Block 46 war Arthur Dietzsch, Ding-Schulers Arztschreiber Eugen Kogon, der 1946, das Werk "Der SS-Staat" verfasste.
Auch Gasbrand-, Typhus- und Gelbfieberimpfstoffe erprobte Ding-Schuler durch Menschenversuche an Buchenwalder Häftlingen. Die Forschungsergebnisse publizierte er in Fachaufsätzen, die jedoch in Wahrheit von dem KZ-Häftling Eugen Kogon verfasst worden sein sollen. Im September 1944 änderte Ding-Schuler seinen Nachnamen in „Schuler“.
Kogon konnte eigenen Angaben zufolge zu Ding-Schuler, nachdem er 1943 dessen Arztschreiber wurde, eine fast vertrauensvolle Beziehung aufbauen. Mit der Zeit sollen sich sogar Gespräche über familiäre Belange, die politische Lage und den Frontverlauf ergeben haben. Kogon berichtet, er habe durch seinen Einfluss auf Ding-Schuler vielen Häftlingen das Leben retten können. Er schildert Ding-Schuler als launischen, aber zugänglichen Menschen, der einerseits für den Tod hunderter Häftlinge aufgrund der Menschenversuche verantwortlich war, aber andererseits auch Häftlingen das Überleben ermöglichte.
Anfang April 1945 erfuhren Kogon und Dietzsch von Ding-Schuler, dass sie auf einer Liste mit 46 namentlich genannten Häftlingen standen, welche die SS kurz vor der Befreiung des Lagers noch exekutieren wollte. Ding-Schuler rettete Kogon gegen Kriegsende das Leben, indem er diesen in einer Kiste aus Buchenwald herausschmuggelte. Auch Arthur Dietzsch überlebte aufgrund dieser Warnung das Konzentrationslager Buchenwald.
Am 25. April 1945 wurde Ding-Schuler von US-amerikanischen Truppen verhaftet und beging in der Haft am 11. August 1945 Suizid.
Ding-Schuler ließ nach seinen Angaben durch die Arztschreiber Arthur Gaczinski und später Eugen Kogon ein Tagebuch anfertigen, in dem insbesondere die Fleckfieberversuche dokumentiert wurden. Das Tagebuch wurde von Dezember 1941 bis zum Januar 1945 geführt. Nach Kriegsende wurde es von Eugen Kogon dem US-amerikanischen Militär ausgehändigt. Es handelt sich wahrscheinlich um eine Abschrift, da Kogon angab, das Tagebuch auf Betreiben Ding-Schulers gegen Kriegsende neu verfasst zu haben, und andererseits Arthur Dietzsch später aussagte, das Original gegen Kriegsende auf Befehl Ding-Schulers verbrannt zu haben. Trotzdem wurde es in mehreren Prozessen als Beweismittel genutzt, so im Nürnberger Ärzteprozess und später in einem Prozess gegen den in die Fleckfieberversuche involvierten Arzt Gerhard Rose. Die in dem Stationstagebuch dokumentierten Versuche fanden nachweislich statt.